# Carlos Buitrago Ortiz
Carlos Buitrago Ortíz (Guayama; 30 de agosto de 1930 - San Juan; 7 de noviembre de 2013) fue un antropólogo social puertorriqueño.
Carlos Buitrago Ortíz investigó los procesos de formación y transformación de las sociedades campesinas y las clases sociales en el mundo rural. Hermano de la geógrafa Zayda Buitrago de Santiago y tío de Zoraida Santiago Buitrago, antropóloga, profesora universitaria y cantautora de renombre en Latinoamérica. Casado con Minerva Álvarez (d. 2006) de la región de Arecibo con quien tuvieron una hija, Walkyria Buitrago Álvarez.
Discípulo del antropólogo Meyer Fortes, quien lo instruyo en los estudios de parentesco. Es considerado como el maestro y forjador de toda una generación de antropólogos puertorriqueños que se interesaron en la historia, la arqueología, la etnología, la etnografía y la etnohistoria.

## Biografía
Carlos Buitrago Ortiz nació en Guayama, Puerto Rico, el 30 de agosto de 1930. Estudió Ciencias Sociales en la Universidad de Puerto Rico, Recinto de Río Piedras, y una maestría en Sociología en la Universidad de Nueva York. En 1966 se doctoró en Antropología Social en la Universidad de Cambridge  bajo la supervisión de Meyer Fortes, antropólogo social especialista en sistemas de parentesco y políticos africanos, con especial atención a los talensi de Ghana.
Desde  1973  hasta su muerte en 2013, fue profesor de antropología en la Universidad de Puerto Rico, Recinto de Río Piedras. En el año 2007 recibe el título de Profesor Distinguido.
Bajo la influencia de la escuela de antropología social británica y sus exponentes R. T. Smith, Fortes, Jack Goody, y Edmund Leach, Buitrago analizo el sistema de parentesco de una comunidad rural en Puerto Rico, localizada en el municipio norteño de Arecibo, usando un modelo estructural.
El análisis antropológico de esta comunidad campesina por un antropólogo "nativo" fue innovador en su tiempo, y junto a los trabajos de Talal Asad y otros colegas (incluyendo a Vine Deloria) forman parte de las críticas más serias a esa visión imperialista de la antropología. Su reflexión sobre trabajo de campo apareció en el apéndice titulado "Antropología y trabajo de campo: Una crítica", en su libro Esperanza: Un estudio etnográfico de una comunidad campesina en Puerto Rico (1973). El antropólogo Sidney Mintz en su reseña al libro Esperanza consideró esta reflexión una de las mejores contribuciones de Buitrago al campo de antropología:

Pero, a pesar de las cautelas de este reseñador, la Posdata, más un fragmento autobiográfico que el mismo autor reconoce, dice mucho sobre el valor de Puerto Rico y su gente, y algo más sobre la antropología. A pesar de los desacuerdos del reseñador con este [libro], contiene un punto de vista…

.../En nuestra opinión (y nuestro trabajo refleja ese impedimento), esta postura (solo el trabajo de campo “cuenta”) conduce solo a un empirismo estéril y no hay trascendencia de lo particular, lo cual debería siempre ser uno de las características básicas de la antropología. La antropología debe de ser una disciplina teórica y deber buscar por la universalidad. El trabajo de campo, luego, es el “marido dialectico” de la teoría, la corriente que nutre la generalidad. Dentro del ambiente confuso y crítico antropológico en que vivimos hoy, esta perspectiva es una constante para nosotros. La antropología, si es que va a sobrevivir (y esta es la cuestión que enfrentamos hoy como disciplina) tiene que buscar en esa dirección.

Influenciado por la obra de Fernand Braudel, El Mediterráneo en los tiempos de Felipe II, lo llevó de desguazar los mecanismos de la formación del capitalismo en el mundo decimonónico puertorriqueño, y la estructuración de las relaciones sociales y espaciales en la Isla, divididas entre la altura y la bajura, con especial atención a las haciendas cafetaleras, a través del análisis de documentos archivisísticos del siglo XIX sobre una familia corsa, los Pietri-Mariani, dueños de comercios, estancias y haciendas de café en los municipios de Yauco y Adjuntas en la región centro-sur del país. El resultado de estos estudios es la publicación de dos de sus obras más significativas: Los orígenes históricos de la sociedad precapitalista en Puerto Rico (1976) y Haciendas cafetaleras y clases terratenientes en el Puerto Rico decimonónico (1982), los cuales son referidos como lectura necesaria para entender la económica cafetalera en Puerto Rico.
Carlos Buitrago Ortiz observó y comentó la realidad rural de Puerto Rico desde una perspectiva etnológica que lo llevó a comparar la estructura social de ese entorno, como las percepciones y orientaciones valorativas, que constataba en los estudios de antropólogos como Julio Caro Baroja, Carmelo Lisón Tolosana, William A. Douglass, J. G. Peristiany, Julian A. Pitt Rivers y Michael G. Kenny, entre otros. Esas ideas quedaron plasmadas en su libro Estructura social y orientaciones valorativas en Esperanza, Puerto Rico y el Mediterráneo (1970).
En la transición de las décadas de los sesenta y los setenta, Buitrago Ortiz cambió su enfoque investigativo para estudiar una tendencia de la sociedad puertorriqueña en su escala nacional: el conservadurismo cultural y político. El libro Ideología y conservadurismo en el Puerto Rico de hoy (1972) describe la manifestación pública del conservadurismo Estadista (la tendencia anexionista a los Estados Unidos en el país representado por el Partido Nuevo Progresista) de las décadas de los sesenta y principio de los setenta, donde se asentaron los fundamentos políticos, ideológicos y de acción política de un modo de operar que se convirtió en el modus operandi de ciertos sectores políticos en los años venideros.
Entre los años 2000 y 2007, Carlos Buitrago inició un proyecto en Chiapas, México, donde llevó a varios estudiantes y asistentes de investigación a hacer trabajo de campo. Durante ese tiempo colaboró estrechamente con antropólogos y antropólogas mexicanas dedicados a entender la vida de las mujeres indígenas (específicamente mujeres mayas de las etnias tsotsiles y tseltales) y los problemas derivados por la migración hacia San Cristóbal de las Casas, Chiapas, relaciones de género y poder en sus comunidades de origen, educación y derechos humanos. De ese periodo, Buitrago co-publicó con la antropóloga Jessica Santos López el libro, Migración y mujeres indígenas hacia San Cristóbal de las Casas, Chiapas: Un acercamiento etnográfico y cualitativo (2004).
Los trabajos antropológicos y etnohistóricos de Carlos Buitrago Ortíz sobre el campesinado y las clases terratenientes y cafetaleras en el Caribe se consideran trabajos fundamentales para los antropólogos e historiadores del Caribe Hispano. El antropólogo puertorriqueño Manuel Valdés Pizzini considera el trabajo antropológico de Carlos Buitrago como uno que trasciende en cierta medida los primeros trabajos antropológicos hechos en Puerto Rico por el antropólogo estadounidense Julian Steward y su equipo de antropólogos (Sidney Mintz, Raymond L. Scheele, Eric Wolf, Robert Manners, y Elena Padilla Seda) en el estudio y obra, La Gente de Puerto Rico (1956), al incorporar no solamente el elemento histórico en la práctica etnográfica, sino en el uso de otros lentes teóricos como por ejemplo la teoría marxista.
Todavía, 40 años después de su publicación, el estudio de la comunidad Esperanza es considerado una de las aportaciones más importante a las ciencias sociales en Puerto Rico. Los historiadores Francisco A. Scarano y Katherine J. Curtis White describen la aportación Carlos Buitrago de la manera siguiente: 

el antropólogo Carlos Buitrago Ortiz expandió significativamente el estudio de la formación de la unidad familiar puertorriqueña, su organización, economía, y orientación valorativa, particularmente en la sociedad campesina de la sierra la cual Esperanza era considerada representativa."

El 18 de noviembre de 2013, en honor a la aportación académica y de enseñanza de Carlos Buitrago Ortíz, la Universidad de Puerto Rico celebró una Ceremonia de Honras Fúnebres en la Rotonda de la Torre del Recinto de Río Piedras

## Publicaciones
Libros
- Esperanza: La familia en la vida social de una comunidad en el noroeste de Puerto Rico: Resumen. 1967. San Juan, P.R.: Editorial Departamento de Instrucción Pública, Estado Libre Asociado de Puerto Rico. (OCLC no. 3990463)
- Estructura social y orientaciones valorativas en Esperanza, Puerto Rico y el Mediterráneo. 1970. Río Piedras: Edil. (OCLC no. 462885958)
- Ideología y conservadurismo en el Puerto Rico de hoy. 1972. Río Piedras: Ediciones Bayoán. (OCLC no. 1110751)
- Problemas de desigualdad social en Puerto Rico. 1972. Editado por Rafael L. Ramírez, Barry B. Levine and Carlos Buitrago Ortíz. [Río Piedras]: Librería Internacional. (OCLC no. 1131815)
- Esperanza: An Ethnograhic Study of a Peasant Community in Puerto Rico. 1973. Tucson: The University of Arizona Press. Viking Fund Publications in Anthropology, Number Fifty. Wenner-Gren Foundation for Anthropological Research. (ISBN 0-8165-0456-3)
- Los orígenes históricos de la sociedad precapitalista en Puerto Rico (ensayos de etnohistoria puertorriqueña). 1976. Río Piedras: Ediciones Huracán. (OCLC no. 7173404)
- Haciendas cafetaleras y clases terratenientes en el Puerto Rico decimonónico. 1982. Río Piedras: Editorial de la Universidad de Puerto Rico. (ISBN 0-8477-0872-1)
- Migración y mujeres indígenas hacia San Cristóbal de las Casas, Chiapas: Un acercamiento etnográfico y cualitativo. 2004. Co-publicación, Buitrago Ortíz, Carlos y Jessica Santos López. (ISBN 0-9650-1629-3)

Artículos
- Buitrago Ortíz, Carlos. "Aspects of the emergence of the urban context in Adjuntas, a highland town in nineteenth century Puerto Rico (1814-1877)," Studia ethnologica Croatica, Vol.2 No.1 Lipanj 1991: 197-206.